# Lepidium schinzii
Lepidium schinzii är en korsblommig växtart som beskrevs av Albert Thellung. Lepidium schinzii ingår i släktet krassingar, och familjen korsblommiga växter. Inga underarter finns listade i Catalogue of Life.